# Château de Kerrous
Le château de Kerrous est un édifice situé à Languidic, en France.

## Situation
Le château est situé sur le territoire de la commune de Languidic, au lieu-dit Kerrous, dans le département du Morbihan, en région Bretagne.

## Description
Le château date du XIXe siècle, il est construit selon un plan régulier, édifice en granite à un étage carré, élévation ordonnancée. Toiture à longs pans recouverte en ardoises, croupe, noue.

## Histoire
Le château est inscrit à l'inventaire général du patrimoine culturel.